# Бенюк, Пётр Михайлович
Пë́тр Миха́йлович Беню́к (укр. Петро Михайлович Бенюк; 4 марта 1946, Бытков, Станиславская область — 9 апреля 2019) — советский и украинский актёр театра и кино. Народный артист Украины (1996).

## Биография
Выпускник 1971 года Киевского института театрального искусства им. И. Карпенко-Карого. Ученик профессора Б. П. Ставицкого, Ю. Олененко и А. З. Смоляровой.
После окончания института с 1972 года — актёр Львовского украинского драматического театра им. М. Заньковецкой.
Член Союза театральных деятелей (с 1974), Союза кинематографистов Украины (с 1992).
Младший брат Петра Михайловича — народный артист Украины Богдан Бенюк.
Скончался 9 апреля 2019 года в Львове на 74-м году жизни.

## Творчество

### Роли в театре
С 1972 года сыграл в спектаклях:
- «Трибунал» А. Макаëнок — Сыродоев
- «В степях Украины» А. Корнейчук — Долгоносик, Гаркуша, Пуп
- «Мария Заньковецкая» И. Рябокляч — полицмейстер
- «Называй меня матерью» Д. Урневичюте — Чёрный, Клявас, Жаворонок
- «Человек со стороны» Г. Дворецкий — второй человек
- «Маленькие трагедии» А. Пушкин — Соломон
- «Мироед, или же паук» М. Кропивницкий — Бычок
- «Принцесса и огородник» В. Кшеминський — король Мясоед Х
- «Ночь на полонине» А. Олесь — молодой Чугайстер
- «Гайдамаки» Т. Шевченко — гайдамак
- «Белая болезнь» К. Чапек — первый ассистент
- «Здравствуй Припять» А. Левада — Кирилл Красëха
- «Суета» И. Карпенко — Тарас Гупаленко
- «Бременские музыканты» — атаман Малыш
- «Знаменосцы» О. Гончар — Маковей
- «Когда мертвые оживают» И. Рачада — адъютант Тухачевского
- «Невольник» Т. Шевченко — Неплюй
- «Мартин Боруля» И. Карпенко-Карый — Степан Боруля
- «Главный экзамен» И. Шамякин — Драмашка
- «Дамы и гусары» А. Фредро — Гжегож
- «Под высокими звёздами» Н. Зарудный — Круглик
- «Тыл» Н. Зарудный — немец
- «Украденное счастье» И. Франко — Шлëма
- «И смолкли птицы» И. Шамякина — Кирилл
- «Хрустальный башмачок» Т. Габбе — Шут
- «Серебряная паутина» А. Коломиец — сержант
- «Замшевой пиджак» С. Стратиев — Бюрократ
- «Дикий ангел» А. Коломиец — Крячко
- «Нора» Г. Ибсен — Крогстад
- «Вода с отчей колодца» В. Фальварочный — Профессор
- «Чары правдивой песне» Стельмах — Топчихлиб
- «Правда» А. Корнейчук — начальник станции
- «Лодка качается» Я. Галан — Пипцьо
- «Обыкновенное чудо» Е. Шварц — Король
- «Под золотым орлом» Я. Галан — Цупович
- «Коммунист» Е. Габрилович — Фёдор
- «Сон князя Святослава» И. Франко — Гостомысл'
- «Житейское море» И. Карпенко — Крамарюк
- «Декамерон» Д. Боккаччо — Митридан, Ростовщик
- «Я дочь твоя, Отчизна» В. Кошута — Гитлер
- «Санитарный день» А. Коломиец — Ветряк
- «Приключения бравого солдата Швейка» Я. Гашек — Швейк
- «Сюита Журавского» А. Пидсуха — Ковальский
- «Ричард III» В. Шекспир — Кетсби
- «Люди, которых я видел» С. Смирнов — Шапкин
- «Кремлёвские куранты» Н. Погодин — Старший
- «Бесприданница» А. Островский — Робинзон
- «Олекса Довбуш» В. Босович — Ясеновский
- «Тартюф» Мольер— Оргон
- «Ой не ходи, Григорий» М. Старицкий — Хома
- «Даниил Галицкий» В. Босович — Владислав
- «Арена» И. Фридберг — Тонино
- «Седьмой подвиг Геракла» М. Рощин — Периклимен
- «Танго» С. Мрожек — Едек
- «Ой, радуйся земле» — Дед
- «Народный Малахий» Н. Кулиш — Малахий
- «Павел Полуботок» К. Ураган — Галаган
- «Мотря» Б. Лепкий — Зеленский
- «Не убивай» Б. Лепкий — Степной дед
- «Батурин» Б. Лепкий — Галаган
- «Василий Свистун» В. Герасимчук — Священник
- «Иисус, сын Бога живого» В. Босович — царь Ирод
- «На грани» Леся Украинка — Хуса
- «Шарика» Я. Барнич — Барон
- «Кнок» Ж. Ромен — Муска
- «Гамлет» В. Шекспир — Гробокопатель
- «Трёхгрошовая опера» Б. Брехт — Джонатан Пичем
- «Маруся Чурай» Л. Костенко — Горбань
- «Любимый нелюбимый» Я. Стельмах — Анисим
- «У. Б. Н.» Г. Тельнюк — Друг
- «Храбрый петушок» Н. Забила, Б. Яновский — Хорек
- «Государственная измена» Рэй Лапика — генерал Дубельт
- «Оргия» Леся Украинка — Префект
- «Визит пожилой дамы» Ф. Дюрренматт — Полицмейстер
- «Савва Чалый» И. Карпенко-Карого — Жезницкий
- «Сто тысяч» Карпенко-Карого — Калитка
- «Невольник» Т. Г. Шевченко — Зачепа, запорожец
- «Последний гречкосей» А. Огородник — Дмитрий

### Роли в кино
1. 1969 — Варькина земля — баянист на танцах (эпизод)
2. 1969 — Улица тринадцати тополей — эпизод
3. 1970 — Секретарь парткома — друг Михаила
4. 1972 — Земля, до востребования — фотографирующийся
5. 1976 — Туфли с золотыми пряжками — стражник
6. 1979 — Багряные берега — Витовский
7. 1981 — Колесо истории — Корецкий
8. 1982 — Тайны святого Юра — Степан
9. 1987 — Даниил - князь Галицкий — монах
10. 1988 — Генеральная репетиция — Иван Иванович Щербак
11. 1988 — Горы дымят — Толстяк
12. 1988 — Грешник — Василий Афанасьевич
13. 1988 — Красное вино победы — Звонарчук
14. 1989 — Каменная душа — отец Василий
15. 1989 — Фантастическая история — капитан
16. 1989 — Часовщик и курица — Курица
17. 1990 — Яма — прокурор
18. 1990 — Имитатор
19. 1990 — Дрянь — Коренастый
20. 1990 — Внимание, ведьмы — Филипп Тимофеевич, отец Леры
21. 1990 — Красное вино победы — Звонарчук
22. 1990 — Ведьма — Месюра
23. 1991 — Голод-33 (Украина)
24. 1991 — Кому вверх, кому вниз — Бублик
25. 1992 — Воздушные пираты (Украина)— лейтенант милиции Берёзов
26. 1992 — Сорочка со стёжкой (Украина, короткометражный) — Умеренный
27. 1992 — Тарас Шевченко. Завещание — дьяк Никодим
28. 1992 — Цена головы — доктор
29. 1993 — Преступление со многими неизвестными (телесериал) — Ян Яйко
30. 1993 — Вперёд, за сокровищами Гетмана!
31. 1995 — Иисус, сын Бога живого
32. 1996 — Judenkreis, или Вечное колесо — Квятковский
33. 1997 — Роксолана— Кизляр-ага
34. 2000 — Потерянный рай (Украина) — Гнат Летюк
35. 2003 — Дикий табун (Украина)
36. 2004 — Железная сотня (Украина)
37. 2004 — Пепел Феникса (Украина) — Миленко
38. 2004 — Украденное счастье (Украина)
39. 2004 — Учитель музыки
40. 2004 — Зарево (Украина)
41. 2014 — Волчье солнце — Афанасий
42. 2018 — Король Данило — Папа Римский Иннокентий IV

## Награды и премии
- Орден «За заслуги» ІІ степени (2016)[4]
- Орден «За заслуги» ІІІ степени (2012)[5]
- Народный артист Украины (1996)
- Заслуженный артист Украинской ССР (1987)
- Лауреат Республиканского конкурса чтецов в области юмора и сатиры (1987)
- Лауреат 1-го Всеукраинского конкурса юмора и сатиры (1992)
- Дипломант кинофестиваля «Молодость-73» за лучшую мужскую роль в фильме «Катюша» (г. Киев, 1973)
- диплом 3-го Всесоюзного фестиваля чешской драматургии в СССР (1983) за роль Швейка в спектакле «Приключения бравого солдата Швейка»